# Nuan
Nuan är ett kinesiskt romantiskt drama från 2003 i regi av Huo Jianqi. Huvudrollerna spelas av Guo Xiaodong, Li Jia och Teruyuki Kagawa. Nuan bygger på Mo Yans roman "The White Dog and the Swing" (白狗秋千架).

## Handling
Filmen handlar om Lin Jinghe (Guo Xiaodong) som under de senaste tio åren har bott i Peking och där bland annat studerat. När han återvänder till sin barndoms by på den kinesiska landsbygden, träffar han Nuan (Li Jia) som han tidigare har varit kär i. Hon var den populäraste flickan i skolan och blev intresserad av Jinghe. De båda brukade gunga tillsammans på en gunga, men en dag faller Nuan av gungan och skadar sig så svårt att hon blir halt. Jinghe lämnar inom kort byn för den stora staden, men han lovar att komma tillbaka till Nuan. När nu Jinghe återvänder till byn, har Nuan gift sig med en stum man, Yawa (Teruyuki Kagawa).